# Gachon University (métro de Séoul)
Gachon University (hangeul : 가천대 ; hanja : 嘉泉大) est une station de passage de la ligne Suin–Bundang du métro de Séoul. Elle est située au 1332 Seongnam-daero, quartier Irwon-dong, dans l'arrondissement Sujeong-gu de la ville Seongnam-si, sur le territoire de la province Gyeonggi-do, au sud-est de Séoul, en Corée du Sud.
Ouverte en 1994, la station est desservie par les rames omnibus qui circulent sur la ligne Suin–Bundang.

## Situation sur le réseau

Plan du réseau (2023)

Établie en souterrain, la station Gachon University est une station de passage de la ligne Suin–Bundang du métro de Séoul. : elle est située entre la station Bokjeong, en direction du terminus nord Cheongnyangni, et la station Taepyeong en direction du terminus ouest Incheon.

## Histoire
La station Kyungwon est mise en service le 1er septembre 1994, lors de l'ouverture à l'exploitation du prolongement de la ligne Bundang, de 18,5 ]km, entre Suseo et Ori.
La station est renommée Gachon University le 28 décembre 2011, après la fusion entre l'université Kyungwon et l'université de médecine Gachon.
Elle est déjà une station de passage lors de la création de la ligne Suin–Bundang, le 12 septembre 2020, par la fusion de la ligne Bundang et de la ligne Suin, reliées par un nouveau tronçon complété par l'utilisation en commun d'un tronçon de la ligne 4 du métro de Séoul.

## Services aux voyageurs

### Accès et accueil
La station souterraine est située au 1332 Seongnam-daero, quartier Irwon-dong. Elle dispose de quatre bouches, numérotées de 1 à 5, situées de part et d'autre de la Seongnam-daero. Elle dispose d'automates pour les titres de transports et de divers autres commodités comme des toilettes. Des escaliers, escaliers mécaniques et ascenseurs permettent les circulations piétonnes entre la surface et les différents niveaux souterrains.

### Desserte
Gachon University  est desservie par les rames omnibus qui circulent sur la ligne Suin–Bundang. Elle dispose de deux quais latéraux équipés de portes palières.

Installations
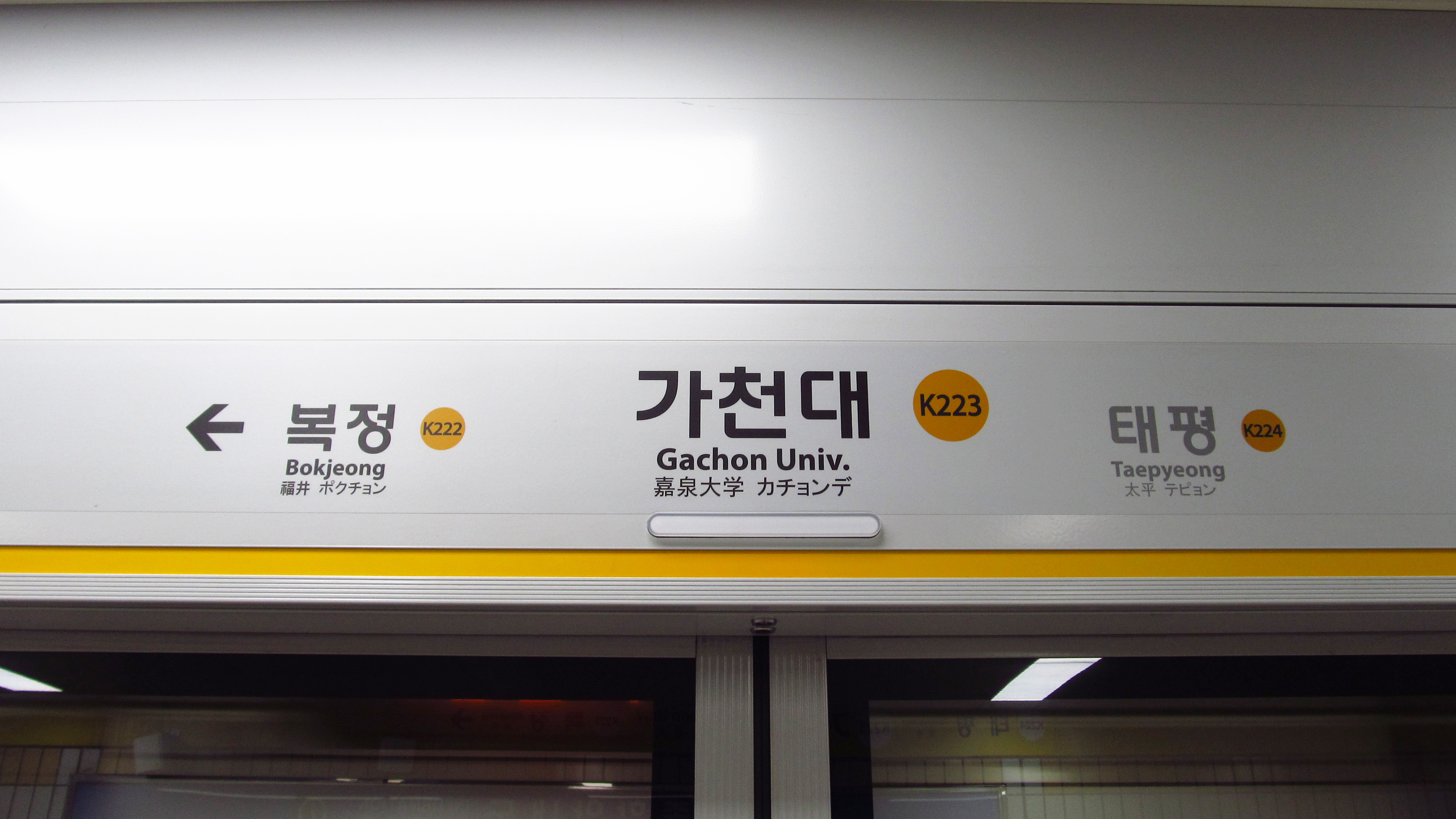
En 2018.
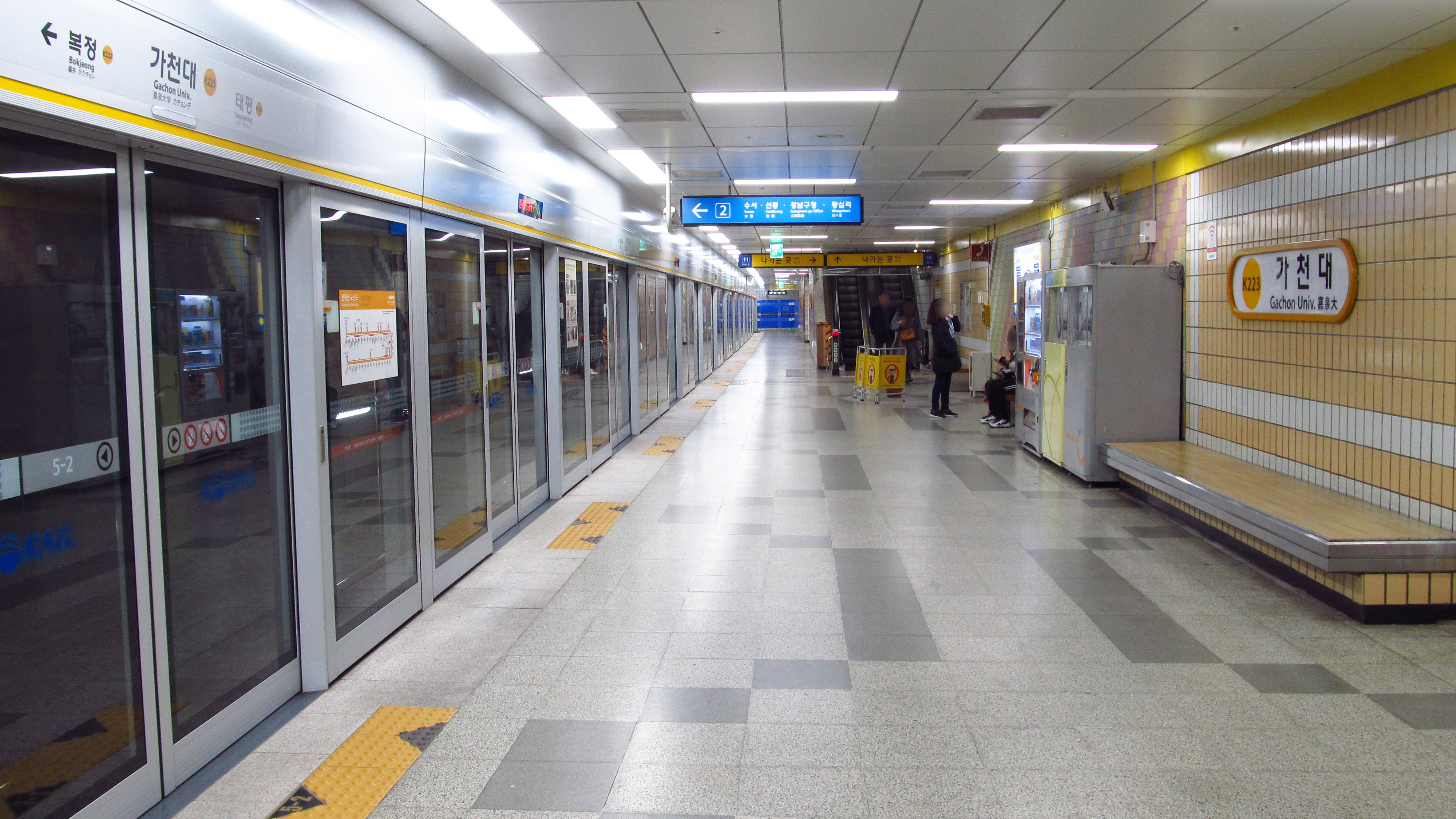
En 2018.

### Intermodalité
Des arrêts pour les bus sont situés à proximité.